# Hugo Guimarães Silva Santos Almeida
Hugo Guimarães Silva Santos Almeida (nacido el 6 de enero de 1986) es un futbolista brasileño que se desempeña como delantero.
Jugó para clubes como el Botafogo, Coritiba, Goiás, Paraná, Ventforet Kofu, Roasso Kumamoto, Fagiano Okayama, Portuguesa, Tirana, Juventude y América.

## Trayectoria

### Clubes
| Club             | País      | Año         |
| ---------------- | --------- | ----------- |
| Botafogo         | Brasil    | 2004 - 2005 |
| Coritiba         | Brasil    | 2006 - 2011 |
| Sertãozinho      | Brasil    | 2008        |
| São Caetano      | Brasil    | 2009 - 2010 |
| Grêmio Barueri   | Brasil    | 2010        |
| Goiás            | Brasil    | 2011        |
| XV de Piracicaba | Brasil    | 2012        |
| Paraná           | Brasil    | 2012        |
| Ventforet Kofu   | Japón     | 2013        |
| Roasso Kumamoto  | Japón     | 2013        |
| Náutico          | Brasil    | 2014        |
| Fagiano Okayama  | Japón     | 2014        |
| Portuguesa       | Brasil    | 2015 - 2016 |
| Tirana           | Albania   | 2016        |
| Itumbiara        | Brasil    | 2016        |
| Juventude        | Brasil    | 2016        |
| América          | Brasil    | 2017        |
| Ittihad Tanger   | Marruecos | 2018        |